# Unterbreizbach
Unterbreizbach é um município da Alemanha, situado no distrito de Wartburg, no estado da Turíngia. Tem 30,00 km² de área, e sua população em 2019 foi estimada em 3.417 habitantes.